# Route européenne 592
Pour les articles homonymes, voir Route 592.
La route européenne 592 est une route reliant Krasnodar à Djoubga (ru).